# Neptunbrunnen (Rom)

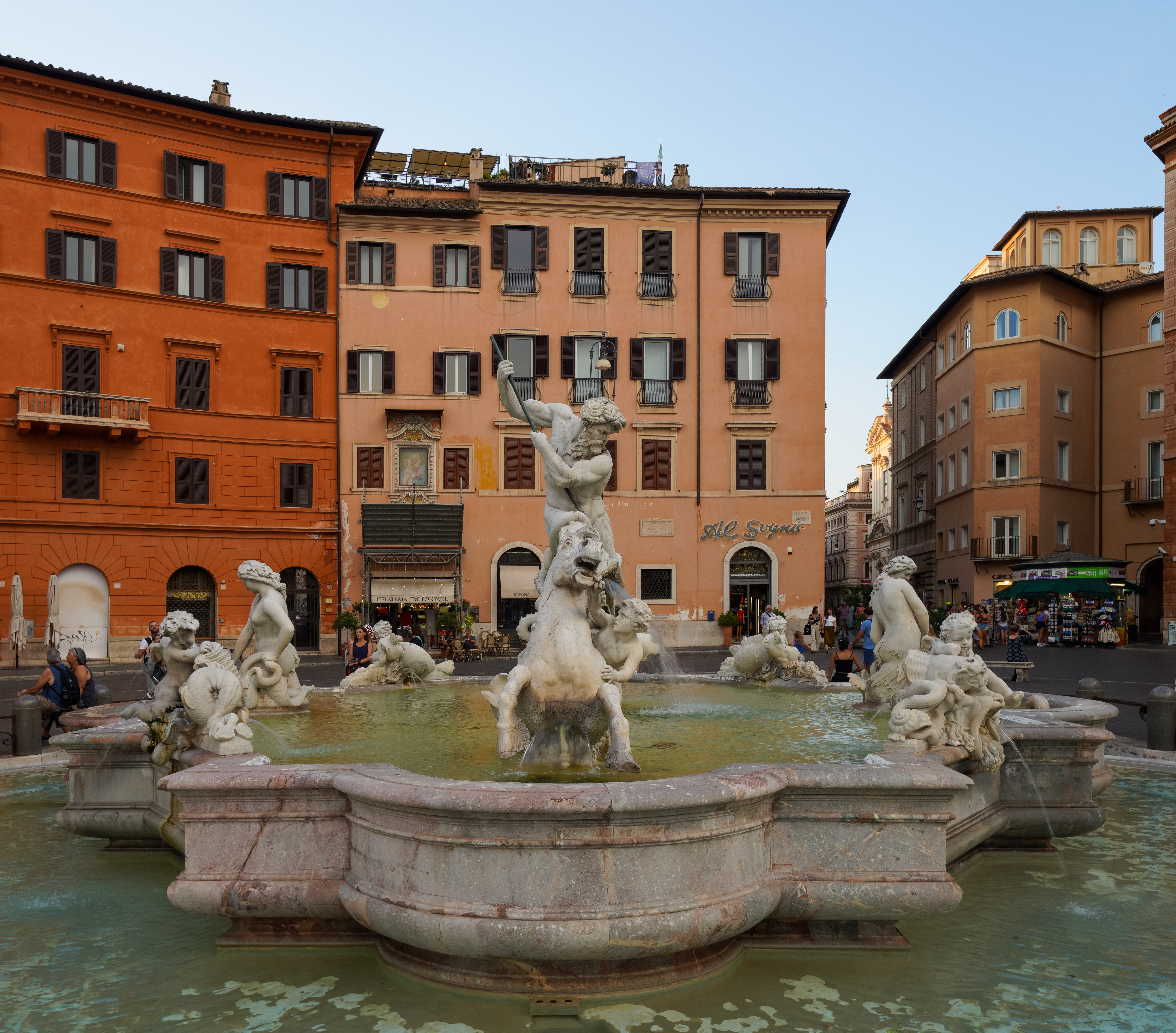
Neptunbrunnen

Der Neptunbrunnen (italienisch Fontana del Nettuno) ist ein barocker Zierbrunnen auf der nördlichen Piazza Navona in Rom. Das Becken wurde 1574 von Giacomo della Porta erbaut, die Figuren wurden 1873 von zeitgenössischen Bildhauern hinzugefügt.

## Beschreibung
Als Gegenstück zum Mohrenbrunnen flankiert er im Norden der Piazza Navona den zentralen, von Gian Lorenzo Bernini geschaffenen Vierströmebrunnen. Der Neptunbrunnen wurde 1574 von Papst Gregor XIII. in Auftrag gegeben und von Giacomo della Porta als einfacher Brunnen ohne Figuren erbaut.
Seine heutige Gestalt mit Figuren erhielt er 1873, wobei die Hauptfigur, ein von Antonio della Bitta geschaffener Neptun im Kampf mit einem Kraken, sowie von Gregorio Zappalà geschaffene Hippokampen, Najaden und Maskarone hinzugefügt wurden. Gespeist wird der Neptunbrunnen durch die Aqua Virgo.